# Лаку луј Бабан (Вранча)
Лаку луј Бабан (рум. Lacu lui Baban) насеље је у Румунији у округу Вранча у општини Гура Калицеј. Oпштина се налази на надморској висини од 231 m.

## Становништво
Према подацима из 2002. године у насељу је живело 475 становника, од којих су сви румунске националности.